# Budapesti 12. sz. országgyűlési egyéni választókerület
A budapesti 12. sz. országgyűlési egyéni választókerület egyike annak a 106 választókerületnek, amelyre a 2011. évi CCIII. törvény Magyarország területét felosztja, és amelyben a választópolgárok egy-egy országgyűlési képviselőt választhatnak. A választókerület nevének szabványos rövidítése: Budapest 12. OEVK. Székhelye: Budapest XV. kerülete 

## Területe
A választókerületet az alábbiak szerint határozza meg a törvény:
1. A IV. kerület választókerülethez tartozó részének határa: A Budapest–Vác vasútvonal és az Elem utca kereszteződésétől az Elem utca páros házszámozású oldalán a Rózsa utcáig, a Rózsa utca páratlan házszámozású oldalán haladva a Görgey Artúr útig, a Görgey Artúr út páratlan házszámozású oldalán a 72998 hrsz.-ú – jelenleg Szilágyi utca – közterület határáig, onnan déli irányban a Budapest–Vác vasútvonal mentén végig haladva a kiindulási pontig körbezárt terület.
2. A XV. kerület teljes területe, amelynek határa: A MÁV Budapest–Vác vasútvonal és a MÁV körvasút elvi metszéspontjától kiindulva a Rákospalotai körvasút sor–Vezseny u.-Rákospalotai határút, innen először északkeleti majd északnyugati irányban Rákospalota régi határvonalán többször irányt változtatva az újpesti határig, innen a MÁV Budapest–Vác vasútvonal által elfoglalt ingatlanok (80000, 87009, 88195, 88586 hrsz.) Újpest felé eső északnyugati ingatlanhatára a kiindulási pontig.

## Országgyűlési képviselője
| Név             | Párt | Párt        | Terminus    | Megjegyzés                                   |
| --------------- | ---- | ----------- | ----------- | -------------------------------------------- |
| László Tamás    |      | Fidesz-KDNP | 2014 – 2018 | A 2014-es országgyűlési választás eredménye: |
| Hajdu László    |      | DK          | 2018 – 2022 | A 2018-as országgyűlési választás eredménye: |
| Barkóczi Balázs |      | DK          | 2022 –      | A 2022-es országgyűlési választás eredménye: |

## Demográfiai profilja
| Iskolai végzettség                | Iskolai végzettség               | Iskolai végzettség | Iskolai végzettség | Iskolai végzettség |
| --------------------------------- | -------------------------------- | ------------------ | ------------------ | ------------------ |
|                                   |                                  |                    |                    | fő                 |
| Általános iskolát nem végezte el  | Általános iskolát nem végezte el |                    | 981                | 981                |
| Általános iskola                  | Általános iskola                 |                    | 11136              | 11136              |
| Szakmunkás                        | Szakmunkás                       |                    | 12590              | 12590              |
| Érettségi                         | Érettségi                        |                    | 32331              | 32331              |
| Diploma                           | Diploma                          |                    | 20381              | 20381              |
| A 2022. évi népszámlálás szerint. |                                  |                    |                    |                    |

A budapesti 12. sz. választókerület lakónépessége 2022. október 1-jén 90 573 fő volt. A 2011-es és a 2022-es népszámlálás között 3429 fővel csökkent a választókerület lakosság száma. A választókerületben a korösszetétel alapján a legtöbben a középkorúak élnek 33 511 fővel, míg a legkevesebben a gyermekek 13 154 fővel. A választókerület lakosságának a 88,1%-nál van internet elérési lehetőség.
A legmagasabb befejezett iskolai végzettség szerint az érettségi végzettséggel rendelkezők élnek a legtöbben 32 331 fő, utánuk a következő nagy csoport a diplomások 20 381 fővel.
Gazdasági aktivitás szerint a lakosság több mint a fele foglalkoztatott 48 672 fő, második legjelentősebb csoport az inaktív keresők, akik főleg nyugdíjasok 20 723 fővel.
A választókerület legjelentősebb nemzetiségi csoportja a cigány 712 fő, illetve a német 554 fő. Magyar állampolgársággal nem rendelkező külföldi állampolgárok aránya 2,5%.
Vallási összetétel szerint a választókerületben lakók legnagyobb vallása a római katolikus (18 973 fő), valamint jelentős közösség még a reformátusok (6682 fő). A vallási közösséghez nem tartozók száma szintén jelentős (14 489 fő), a választókerületben a második legnagyobb csoport a római katolikus vallás után.

## Országgyűlési választások
| Párt                                                      | Párt                      | Jelölt                 | Szavazatok | %     | ± %  |
| --------------------------------------------------------- | ------------------------- | ---------------------- | ---------- | ----- | ---- |
|                                                           | Egységben Magyarországért | Barkóczi Balázs        | 23 397     | 45,11 | 14   |
|                                                           | Fidesz-KDNP               | Dr. Pintér Gábor       | 21 987     | 42,39 | 4,85 |
|                                                           | Mi Hazánk                 | Takács András          | 2559       | 4,93  | Új   |
|                                                           | MKKP                      | Steimetz alex          | 2282       | 4,4   | 2,49 |
|                                                           | MEMO                      | Szabó Norbert Ádám     | 1131       | 2,18  | Új   |
|                                                           | Normális Párt             | Huszár Claudia         | 347        | 0,67  | Új   |
|                                                           | Munkáspárt-ISZOMM         | Gallai Dávid           | 161        | 0,31  | 0,11 |
| Megjelent                                                 | Megjelent                 | Megjelent              | 52 422     | 72,96 | 0,29 |
| Választópolgárok száma                                    | Választópolgárok száma    | Választópolgárok száma | 71 850     | 100   | 5,36 |
| A DK az ellenzéki összefogás részeként tartja a körzetet. |                           |                        |            |       |      |

| Párt                                       | Párt                   | Jelölt                 | Szavazatok | %     | ± %  |
| ------------------------------------------ | ---------------------- | ---------------------- | ---------- | ----- | ---- |
|                                            | DK                     | Hajdu László           | 23 212     | 42,25 | 5,06 |
|                                            | Fidesz-KDNP            | László Tamás           | 20 622     | 37,54 | 0,21 |
|                                            | Jobbik                 | Dr. Gyenes Géza        | 5640       | 10,27 | 4,64 |
|                                            | LMP                    | Szilvágyi László       | 2540       | 4,62  | 1,96 |
|                                            | Momentum               | Krisztics Bianka       | 1082       | 1,97  | Új   |
|                                            | MKKP                   | Pálmai Attila          | 1048       | 1,91  | Új   |
|                                            | Munkáspárt             | Mihály László          | 231        | 0,42  | Új   |
|                                            | Egyéb pártok           |                        | 562        | 1,03  | 1,98 |
| Megjelent                                  | Megjelent              | Megjelent              | 55 462     | 73,25 | 7,51 |
| Választópolgárok száma                     | Választópolgárok száma | Választópolgárok száma | 75 711     | 100   | 2,18 |
| A DK elnyeri a körzetet a Fidesz-KDNP-től. |                        |                        |            |       |      |

| Párt                                | Párt                   | Jelölt                 | Szavazatok | %     |
| ----------------------------------- | ---------------------- | ---------------------- | ---------- | ----- |
|                                     | Fidesz-KDNP            | László Tamás           | 18 955     | 37,75 |
|                                     | Összefogás             | Móricz Eszter          | 18 678     | 37,19 |
|                                     | Jobbik                 | Dr. Gyenes Géza        | 7488       | 14,91 |
|                                     | LMP                    | Szilvágyi László       | 3306       | 6,58  |
|                                     | Szociáldemokraták      | Domán Attila           | 278        | 0,55  |
|                                     | Egyéb pártok           |                        | 1513       | 3,01  |
| Megjelent                           | Megjelent              | Megjelent              | 50 857     | 65,74 |
| Választópolgárok száma              | Választópolgárok száma | Választópolgárok száma | 77 364     | 100   |
| A Fidesz-KDNP nyeri meg a körzetet. |                        |                        |            |       |

## Ellenzéki előválasztás – 2021
| Frakció                               | Frakció         | Jelölő szervezetek                            | Jelölt          | Szavazatok | %     |
| ------------------------------------- | --------------- | --------------------------------------------- | --------------- | ---------- | ----- |
|                                       | DK              | DK, Jobbik, MSZP, Párbeszéd, LMP, Liberálisok | Barkóczi Balázs | 6162       | 71,64 |
|                                       | Momentum        | Momentum, ÚK, MMM, MARÉG                      | Palocsai Béla   | 2439       | 28,36 |
| Összes szavazat                       | Összes szavazat | Összes szavazat                               | Összes szavazat | 8601       | 100   |
| Barkóczi Balázs nyeri meg a körzetet. |                 |                                               |                 |            |       |